# Ernst Federn

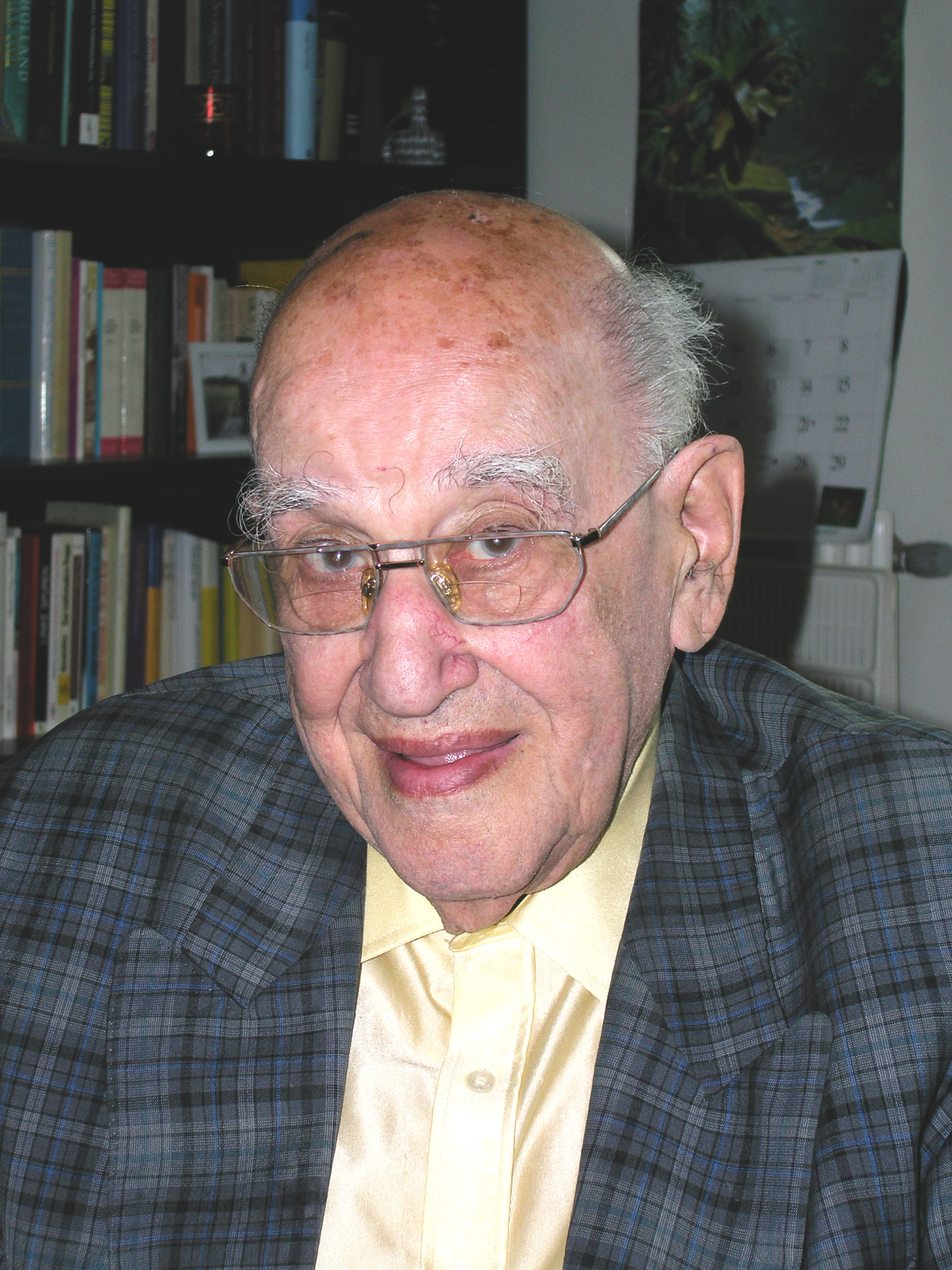
Ernst Federn (2006)

Ernst Federn (* 26. August 1914 in Wien; † 24. Juni 2007 ebenda) war ein österreichischer Psychoanalytiker und trotzkistischer Widerstandskämpfer gegen den Austrofaschismus und Nationalsozialismus. Er war ein Pionier der psychologischen Analyse des Lebens in Konzentrationslagern, der psychoanalytischen Pädagogik sowie der psychoanalytisch orientierten Sozialarbeit in Gefängnissen.

## Leben

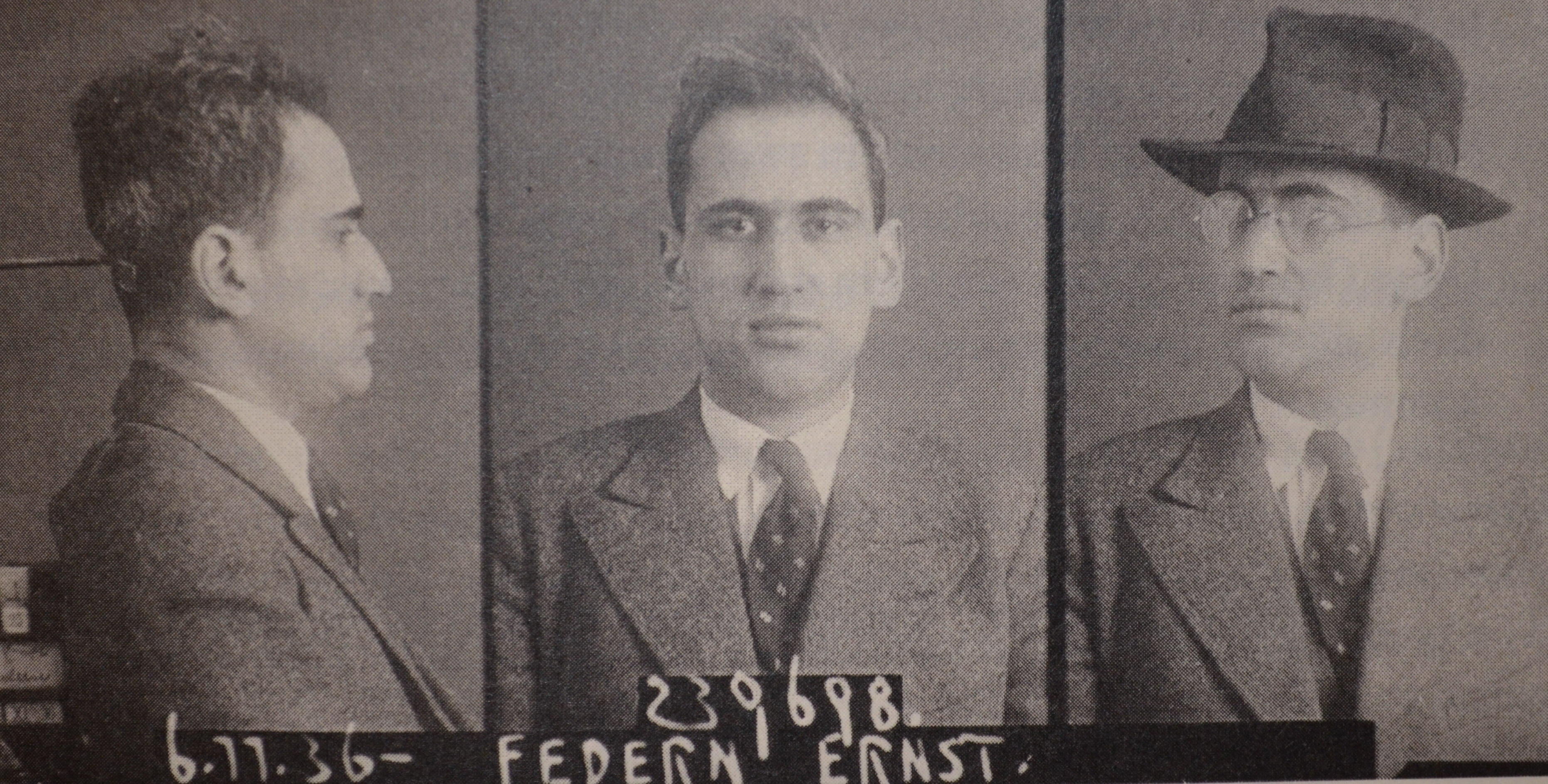
Ernst Federn, Foto der österreichischen Staatspolizei, 6. November 1936

Ernst Federn war ein Sohn des Psychoanalytikers Paul Federn und Neffe des Wirtschaftsjournalisten Walther Federn sowie der Schriftstellerin Etta Federn-Kohlhaas und des Schriftstellers Karl Federn. Er absolvierte das Akademische Gymnasium in Wien. Zunächst beabsichtigte er nicht, ebenfalls Psychoanalytiker zu werden, sondern ging in die Politik, was für einen marxistischen Sozialisten damals, in den 1930er-Jahren in Österreich, hieß, in den Untergrund zu gehen.
Während er bereits in der Zeit des Austrofaschismus 1936 neben Georg Scheuer, Karl Fischer u. a. als einer der Mitbegründer der trotzkistischen Revolutionären Kommunisten Österreichs (RKÖ) zweimal von den österreichischen Behörden verhaftet, dann jedoch wieder freigelassen wurde, wurde er schließlich kurz nach dem sogenannten Anschluss Österreichs auf Grund seiner bekannt trotzkistischen Gesinnung und seiner jüdischen Herkunft am 14. März 1938 neuerlich verhaftet, diesmal jedoch von der Gestapo. Als KZ-Häftling überlebte er anschließend zunächst vier Monate im KZ Dachau (Häftlingsnummer 14168), danach fast sieben Jahre im KZ Buchenwald (1. Häftlingsnummer 9122, 2. Häftlingsnummer 2402).

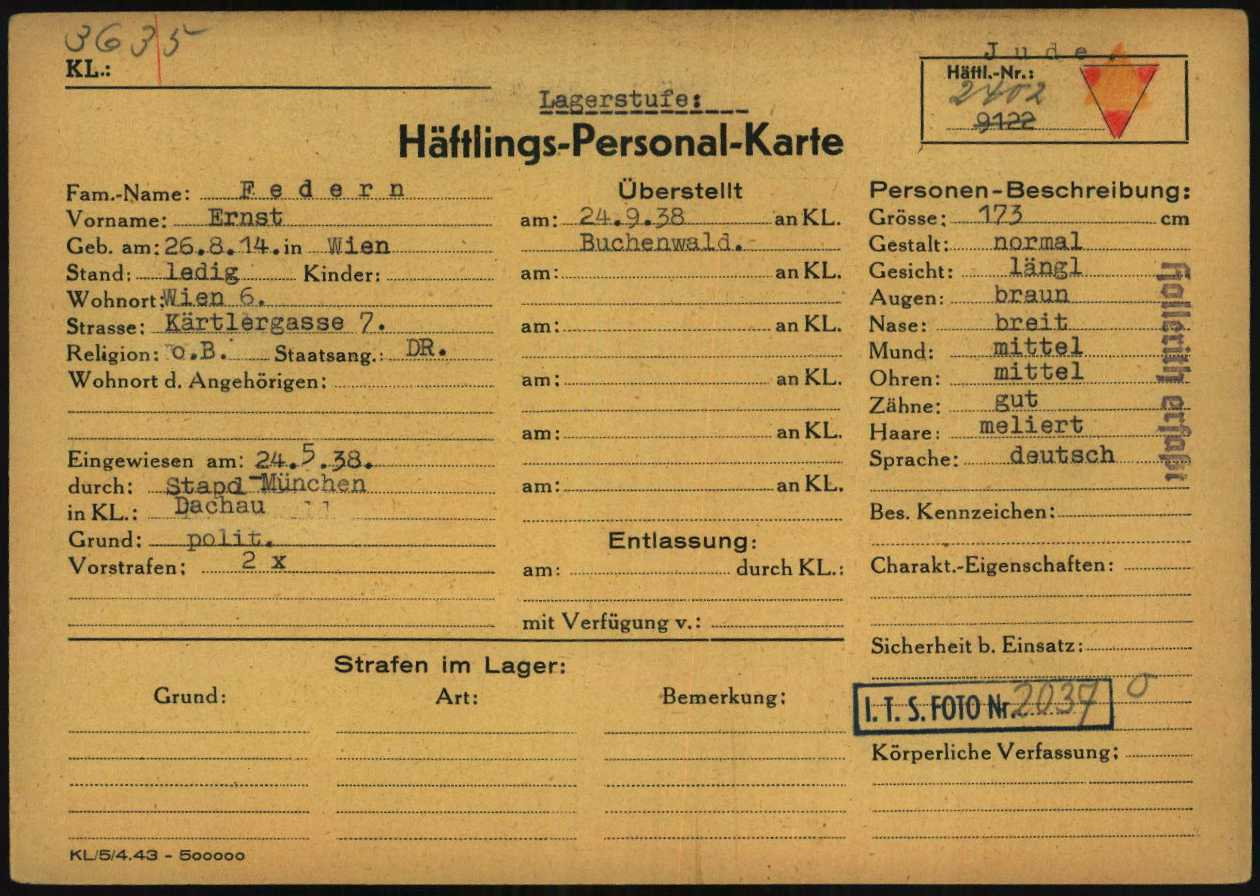
Registrierungskarte von Ernst Federn als Gefangener im nationalsozialistischen Konzentrationslager Buchenwald

Als Jude und Trotzkist war Federn im KZ Buchenwald einer doppelten Gefahr ausgeliefert: Er musste sich dort nicht nur gegen die SS, sondern auch gegen seine Mitgefangenen in der von Stalinisten dominierten Häftlingsselbstverwaltung durchsetzen. Mit einem Trotzkisten zu reden, war verboten. Es gab allerdings einen berühmten kommunistischen Gefangenen, der im Lager unerhörte Dinge durchgestanden hatte. Mit dem habe ich sehr viel über Psychoanalyse gesprochen. Er ließ es sich nicht verbieten, mit mir zu sprechen. Da er großen Einfluss auf die anderen hatte, bekam ich den Ruf des Psychoanalytikers im Lager. Man konnte nun doch mit mir sprechen, die Leute konnten mit mir über sich und ihre Probleme reden.
Einige Monate war Bruno Bettelheim Federns Mitgefangener, und die beiden diskutierten über die Psychologie des Terrors.
Anfang April 1945 wurde Federn von seinem trotzkistischen Freund und seit 1944 Mithäftling Karl Fischer knapp vor der Befreiung des Konzentrationslagers Buchenwald vor einem Todesmarsch durch Übergabe dessen eigener weißen Lagerschutzbinde gerettet (siehe Bilder eines Briefes Ernst Federns vom 30. März 1963 an Maria Johanna Fischer in der Bildergalerie). Ernst Federn selbst dazu: „Wie Sie ja wohl wissen, Karl rettete mein Leben in einer (sic!) der kritischsten Momente vor der Befreiung. Ich fühle mich für immer an ihn (sic!) verpflichtet.“ (siehe Fotos des Briefes in der Bildergalerie)
Im April 1945 wurde Ernst Federn durch die United States Army befreit. Noch im Konzentrationslager veröffentlichte er am 20. April 1945 gemeinsam mit drei anderen Häftlingen, darunter Karl Fischer, die Erklärung der internationalistischen Kommunisten Buchenwalds, in der sich die Verfasser gegen den Stalinismus wandten und für eine österreichische Räterepublik eintraten. Eine Rückkehr nach Österreich erschien Federn als entschiedenem Gegner Stalins zu gefährlich – eine realistische Einschätzung: Sein Freund Karl Fischer beispielsweise wurde im Jänner 1947 in Linz vom sowjetischen Geheimdienst entführt und nach Sibirien verschleppt. Nach seiner endgültigen Freilassung aus dem Konzentrationslager setzte Federn sein politisches Engagement in Brüssel fort.

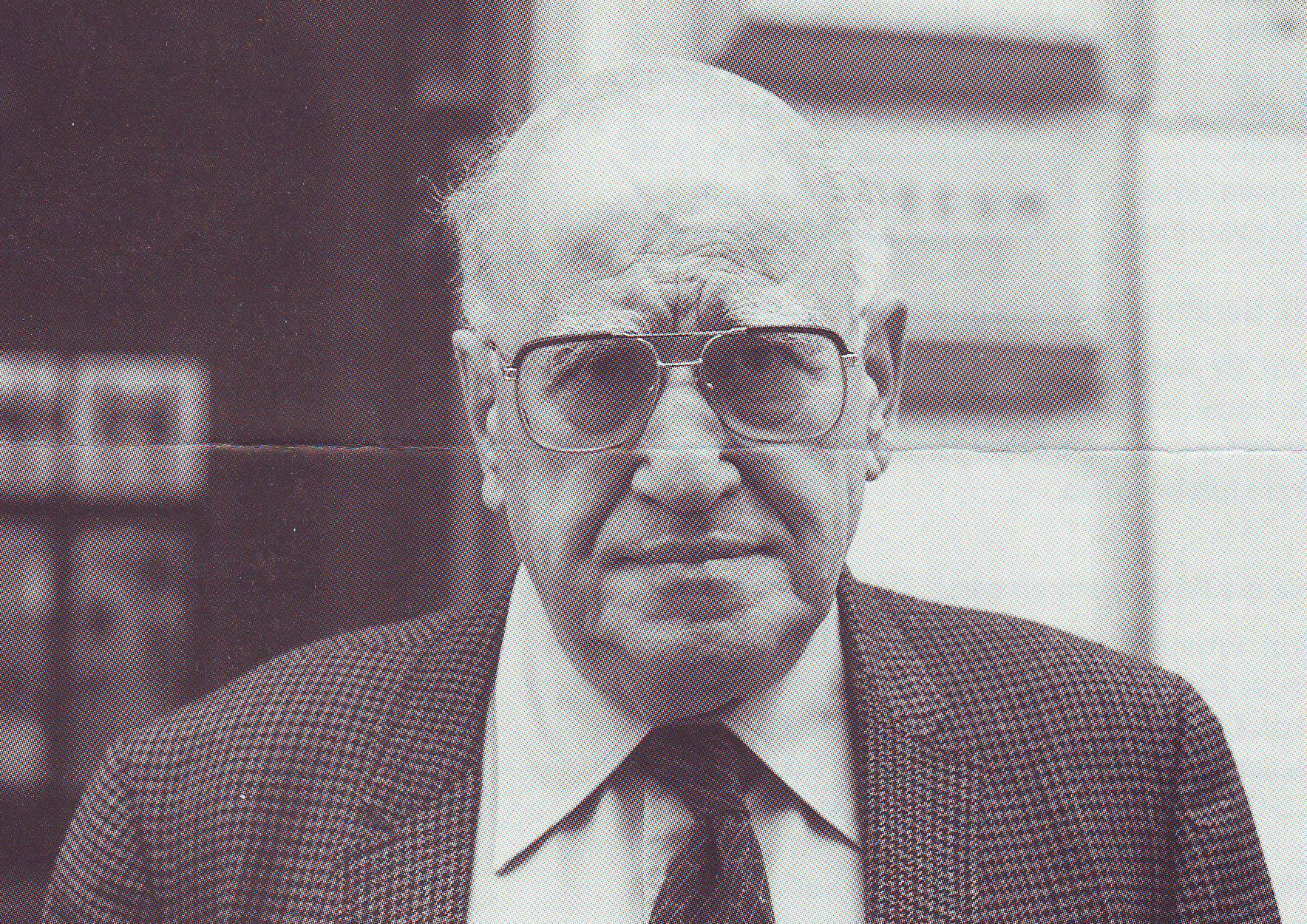
Ernst Federn 1990

An seinem zuerst 1946 veröffentlichten Versuch einer Psychologie des Terrors bestand in der vom Antikommunismus geprägten Nachkriegszeit kein Interesse. Ähnlich erging es Federn mit den Protokollen der sogenannten Mittwochsgesellschaft, des Kreises um Freud, der sich seit 1902 traf. Federn edierte diese für die Geschichte der Psychoanalyse außerordentlich wichtige Quelle gemeinsam mit dem Psychoanalytiker Hermann Nunberg.
Federn emigrierte 1948 mit seiner Frau Hilde Federn, geborene Paar, in die USA. Er lebte dort bis 1961 in New York City, anschließend bis 1972 in Cleveland, Ohio, und arbeitete als Familienberater, Sozialarbeiter und Psychotherapeut. In New York war das Ehepaar Federn bekannt mit dem Holocaust-Überlebenden und Psychoanalytiker Zvi Lothane und dessen Ehefrau Malcha.
1973 kehrte Federn auf Einladung Bruno Kreiskys und Christian Brodas nach Österreich zurück und engagierte sich als Psychotherapeut und Supervisor in der Reform des Strafvollzugs, wobei er u. a. die psychoanalytisch orientierte Sozialarbeit mit Häftlingen etablierte.
Federns Wirken wurde mehrfach ausgezeichnet: 2001 wurde ihm von der Universität Kassel durch den Fachbereich Erziehungswissenschaften/Humanwissenschaften das Ehrendoktorat verliehen, ebenso zeichnete ihn die SPÖ mit ihrer höchsten Auszeichnung aus. Weiters wurde ihm im September 2004 in Würdigung seiner besonderen Leistungen mit Beschluss des Wiener Gemeinderates die Ehrenmedaille der Bundeshauptstadt Wien in Silber verliehen (siehe Bilder der Ehrenmedaille und der Verleihungsurkunde in der Bildergalerie).
Ernst und Hilde Federns Sohn Thomas (Tom) Federn (* 26. Oktober 1950) lebt und arbeitet in New York City als „Master of Social Work“ (MSW), also im gleichen Berufsfeld wie sein Vater.

## Bildergalerie

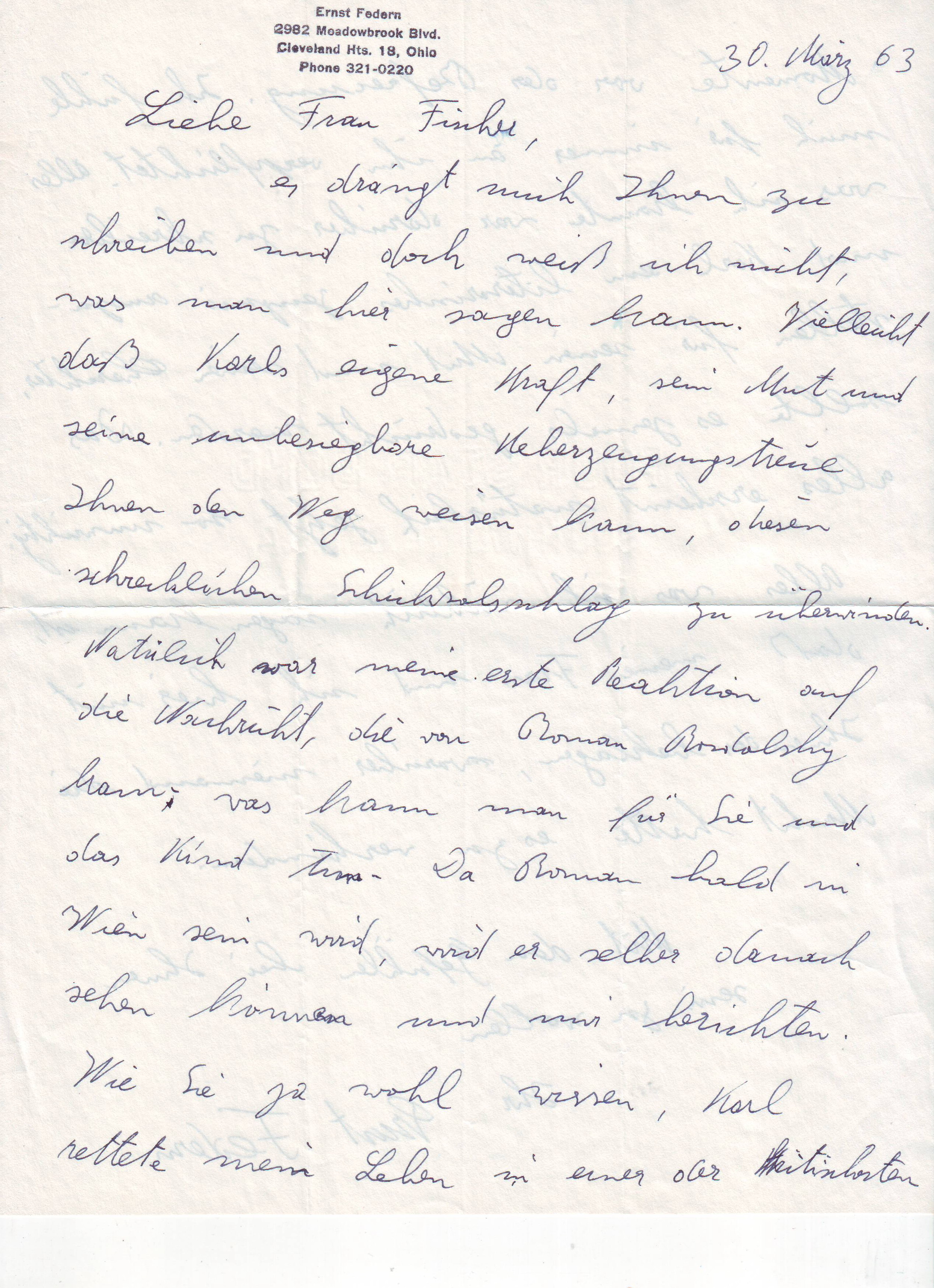
Brief Ernst Federns an Maria Johanna Fischer zum Tod Karl Fischers, Cleveland, Ohio, 30. März 1963, Seite 1
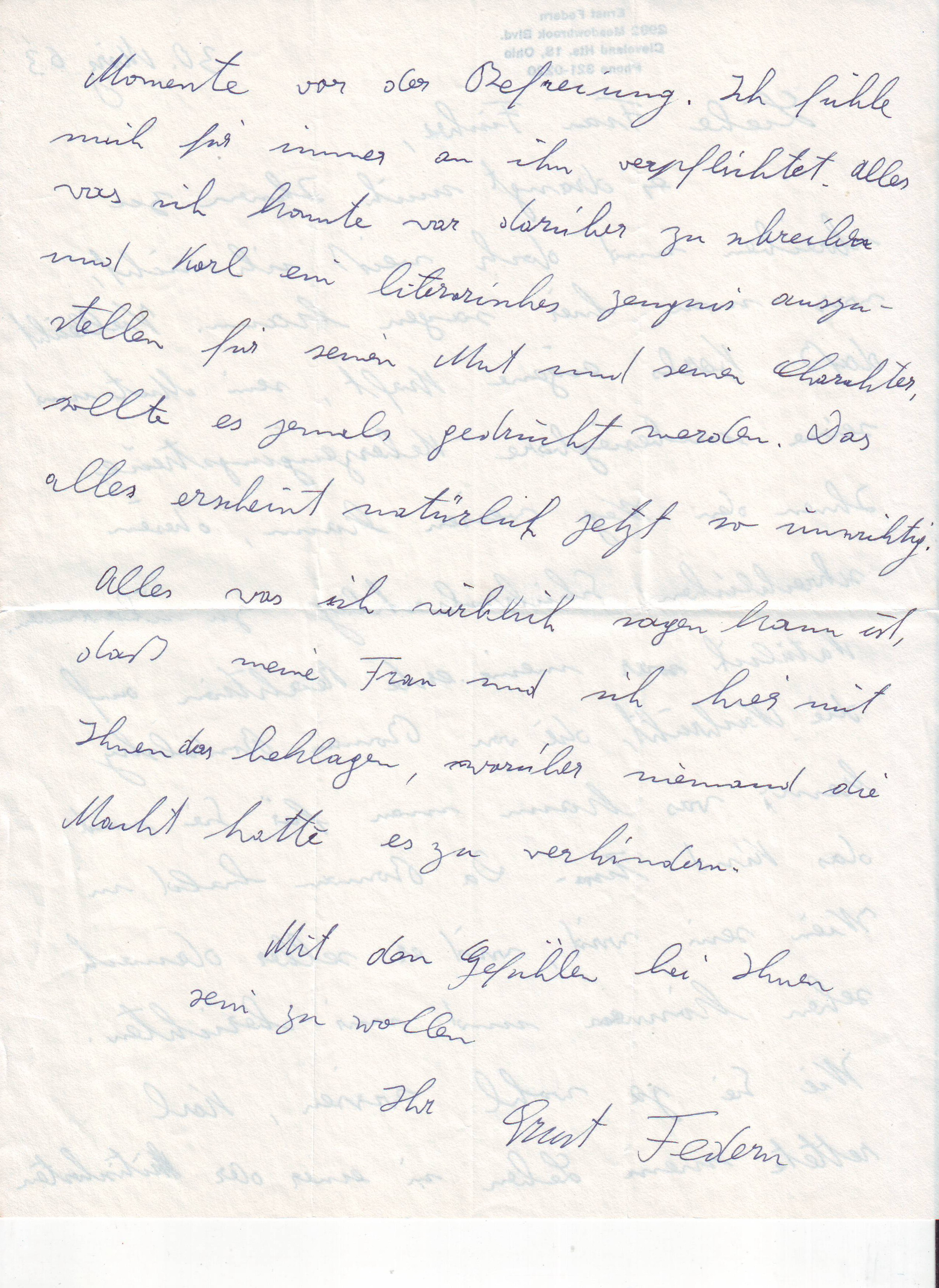
Brief Ernst Federns an Maria Johanna Fischer zum Tod Karl Fischers, Cleveland, Ohio, 30. März 1963, Seite 2
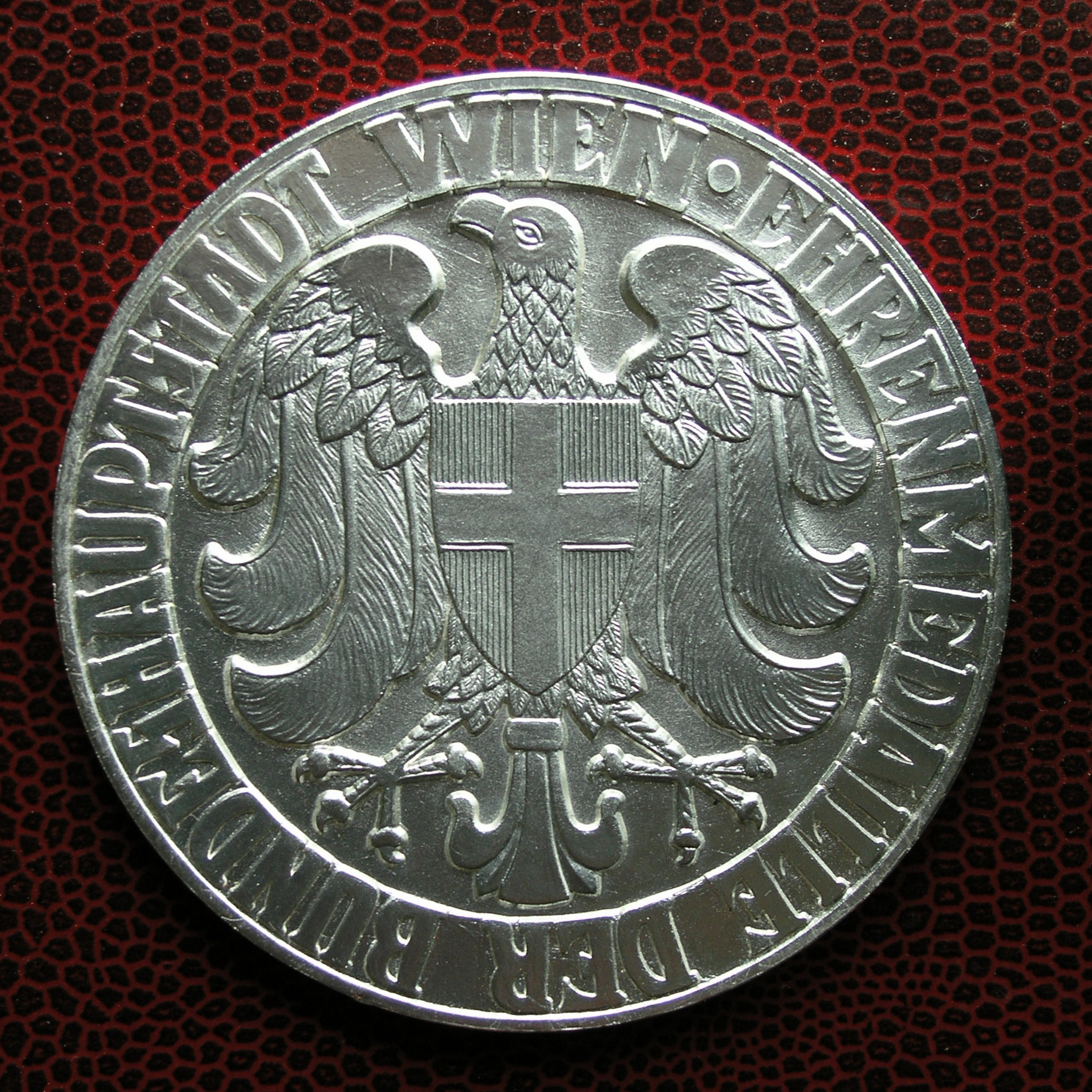
Ehrenmedaille der Bundeshauptstadt Wien in Silber für Ernst Federn – Vorderseite
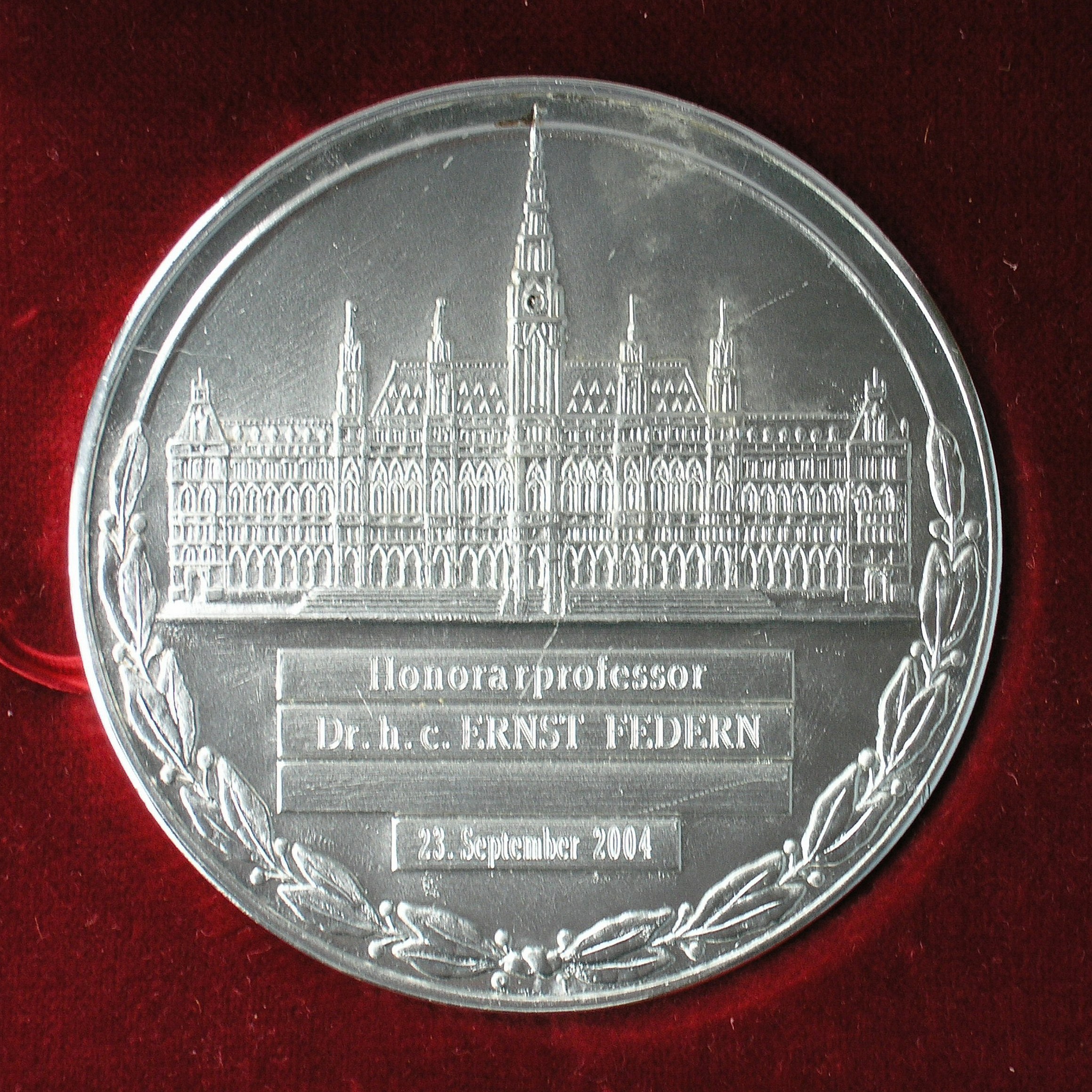
Ehrenmedaille der Bundeshauptstadt Wien in Silber für Ernst Federn – Rückseite
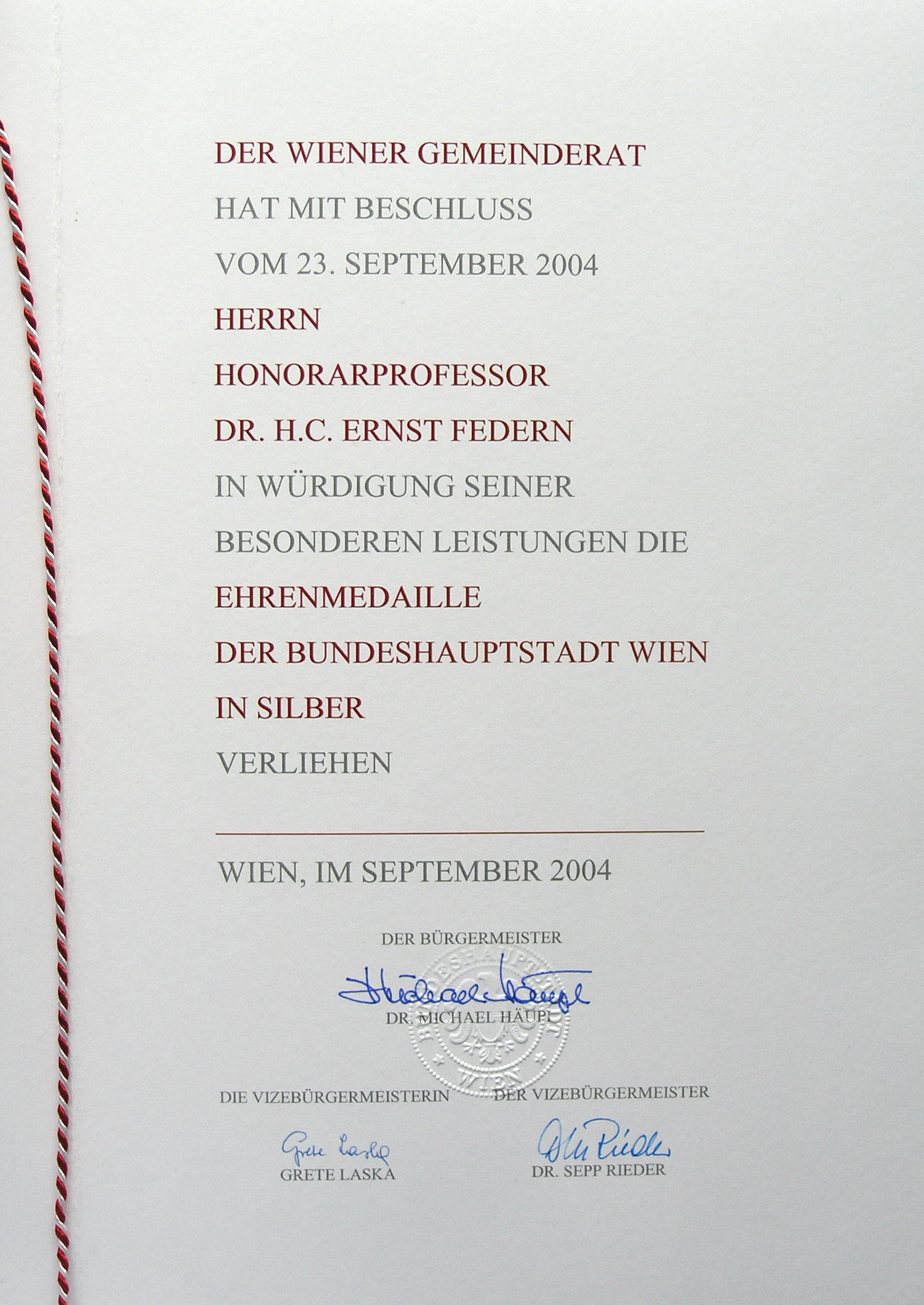
Verleihungsurkunde der Ehrenmedaille der Bundeshauptstadt Wien in Silber für Ernst Federn, 23. September 2004
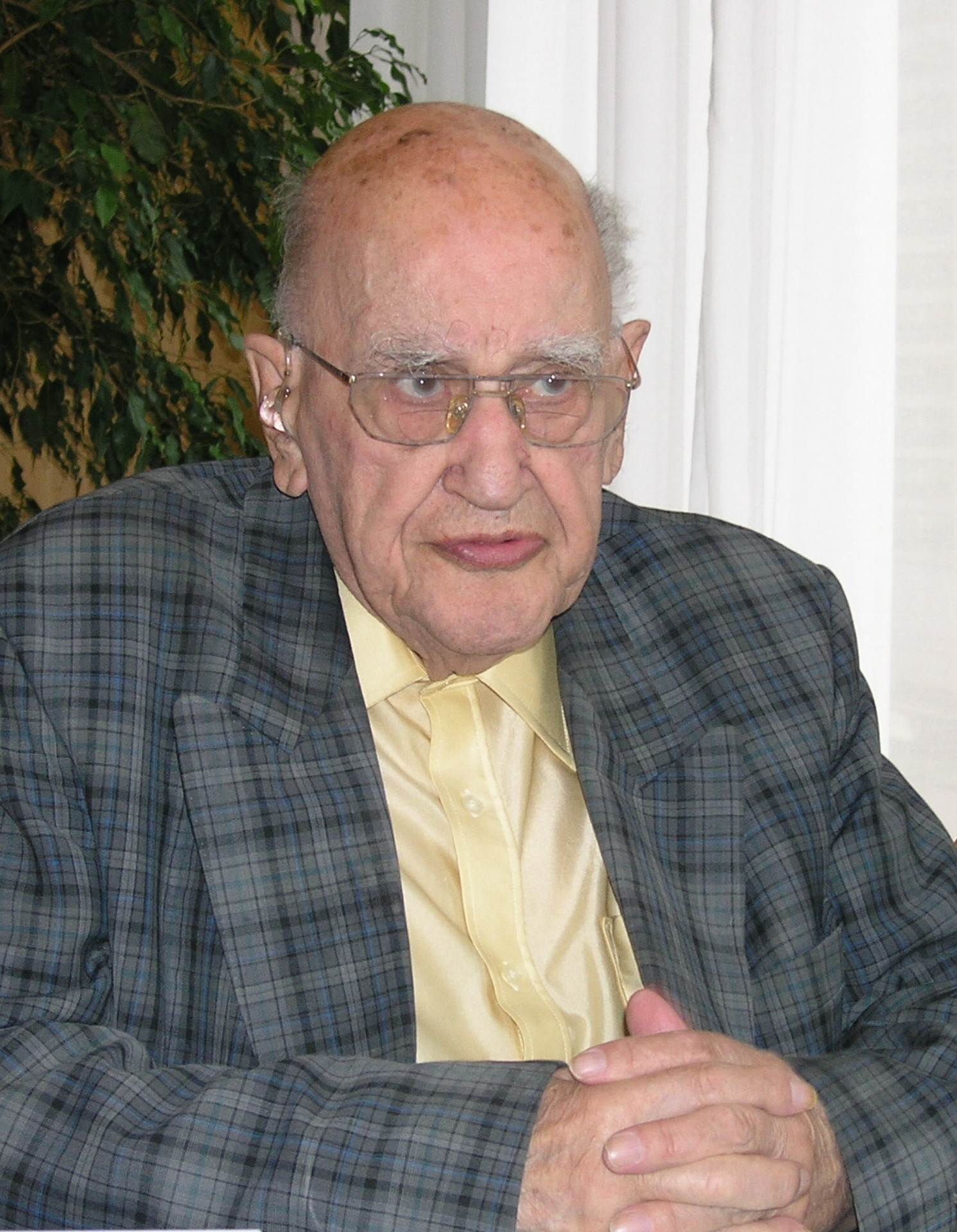
Ernst Federn, 30. April 2006

## Schriften (Auswahl)

### Als Autor
- Zur Psychoanalyse der Psychotherapien. Edition diskord, Tübingen 1997, ISBN 3-89295-620-0.
- Ein Leben mit der Psychoanalyse. Von Wien über Buchenwald und die USA zurück nach Wien. Psychosozial-Verlag, Gießen 1999, ISBN 3-932133-86-2 (= Edition psychosozial).
- Versuch einer Psychologie des Terrors. In: Roland Kaufhold (Hrsg.): Ernst Federn: Versuche zur Psychologie des Terrors. Material zum Leben und Werk von Ernst Federn. Psychosozial-Verlag, Gießen 1999, S. 35–75, ISBN 3-932133-47-1 (= Edition psychosozial).
  - Nachfolgebuch: Ernst Federn: Versuche zur Psychologie des nationalsozialistischen Terrors. Herausgegeben von Roland Kaufhold, mit Studien von Roland Kaufhold, Bernhard Kuschey, Marita Barthel-Rösing, Wilhelm Rösing, Psychosozial-Verlag, Gießen 2014, ISBN 978-3-8379-2346-9.

### Als Herausgeber
- Hermann Nunberg; Ernst Federn (Hrsg.): Protokolle der Wiener Psychoanalytischen Vereinigung. 4 Bände, Fischer, Frankfurt am Main 1976–1981 DNB 550602380; Neuausgabe: Psychosozial-Verlag, Gießen 2007, ISBN 978-3-89806-598-6.
- Freud im Gespräch mit seinen Mitarbeitern: aus den Protokollen der Wiener Psychoanalytischen Vereinigung. Herausgegeben, eingeleitet und mit Zwischentexten versehen von Ernst Federn, Fischer Taschenbuch, Frankfurt am Main 1984, ISBN 3-596-26774-9.
- Ernst Federn, Gerhard Wittenberger (Hrsg.): Aus dem Kreis um Sigmund Freud: zu den Protokollen der Wiener Psychoanalytischen Vereinigung. Fischer Taschenbuch, Frankfurt am Main 1992, ISBN 3-596-10809-8 (Rezension von Wolfgang Frindte).